# 玛丽昂·格雷格
玛丽昂·格雷格（英語：Marion Greig，1954年2月22日—），美国女子赛艇运动员。她曾代表美国参加1976年夏季奥林匹克运动会赛艇比赛，获得女子八人单桨有舵手铜牌。